# Маленица, Иван (политик)
Иван Маленица (хорв. Ivan Malenica; род. 21 июля 1985) — хорватский юрист и политик, занимающий пост министра юстиции и государственного управления в правительстве Хорватии с 24 июля 2020 года.

## Ранняя биография и образование
Иван Маленица родился в Шибенике 21 июля 1985 года, там же он учился в начальной и средней школе. Его семья происходит из деревни Бриштани, одной из семи деревень в небольшом регионе Милевци, расположенной недалеко от города Дрниш, в Шибеникско-Книнской жупании. Его отец Анте долгое время был директором компании «Ceste Šibenik», а дядя Фране — одним из основателей шибеникского отделения Хорватской народной партии, впоследствии став директором компании «Vodovod i odvodnja», занимающейся водоснабжением и водоотведением в Шибенике.
В 2008 году он окончил юридический факультет Сплитского университета. В 2013 году Маленица продолжил своё обучение в докторантуре юридического факультета Загребского университета по направлению публичного права и управления.

## Политическая карьера
В 2016 году Маленица был кандидатом от Хорватского демократического содружества на пост государственного секретаря в Министерстве государственного управления в период формирования правительства Андрея Пленковича, но эту должность заняла Йосипа Римац. В 2018 году, после выборов в Шибеникско-Книнское отделение ХДС, он стал председателем совета управляющих ХДС. Он также работал консультантом при премьер-министре Пленковиче по вопросам, связанным с государственным управлением.
После ряда дел с недвижимостью Ловро Кушчевич подал в отставку с поста министра государственного управления, после чего 17 июля 2019 года Пленкович назначил Маленицу на его место.
21 июля 2020 года, в свой 35-й день рождения, Маленица сдал положительный тест на COVID-19, а три дня спустя он принёс присягу в качестве министра юстиции и государственного управления, став членом второго кабинета министров Пленковича.